# Syzygium paniculatum
A espécie Syzygium paniculatum ou Eugenia myrtifolia (sinónimo botânico) é uma mirtácea densamente arbustiva ou arborescente, nativa de florestas tropicais e subtropicais da Oceania, especialmente no litoral e costa central da Nova Gales do Sul. O termo paniculatum refere-se à panícula formada pelas inflorescências. É considerada uma espécie em risco. Anteriormente, era confundida com outra espécie, actualmente identificada como Syzygium australe, sob a designação de Eugenia australis. Tem sido designado vulgarmente como "mirtilo-da-nova-zelândia", "mirtilo-vermelho" ou "mirtilo-magenta".
A sua casca é particularmente escamosa. As folhas têm disposição oposta, e são lanceoladas a elípticas, de cor verde-escura e brilhante. Floresce no Verão, dando origem a inflorescências brancas que originam frutos vermelhos ou magenta, carnudos e comestíveis (com consistência esponjosa), ovóides e com cerca de 20 mm de comprimento e uma semente grande. Os frutos são utilizados, na Nova Zelândia, na produção de doces de fruta. Nos locais onde foi introduzida como planta ornamental, verifica-se que o melro (Turdus merula) aprecia particularmente os seus frutos.
O seu plantio pode efectuar-se a partir de sementes (ainda que a germinação seja lenta e por vezes infrutífera) ou a partir de estaca. É utilizada como planta ornamental.